# 柳生友矩
柳生友矩，出生於慶長18年（1613年）、卒於寬永16年6月6日（1639年7月6日）。是日本江戶時代初期的劍豪，刑部少輔，字號左門、刑部。
柳生宗矩的第二個兒子。同父異母的兄長是柳生十兵衛，同年紀的異母弟弟是柳生宗冬、列堂義仙。母親是柳生宗矩的一個身分並不明確的妾室，所以是私生子，所以在家族中不被重視，但是最後受到德川家光的賞識，是一位美男子。
寬永11年（1634年），德川家光賞賜它山城國相樂郡2000石的領地，之後卻生了重病。寬永16年（1639年）英年早逝，享年27歲（『寬政重修諸家譜』記載為38歲）。
墳墓位於奈良縣奈良市柳生町的芳德寺。

## 扮演者
- 平田昭彥：柳生武藝帳（1957年）
- 目黑祐樹：柳生一族的陰謀（1978年）

## 外部連結
- 柳生友矩 （页面存档备份，存于）（日語）
- 柳生友矩 （页面存档备份，存于）（日語）